# Lucrecia Kasilag

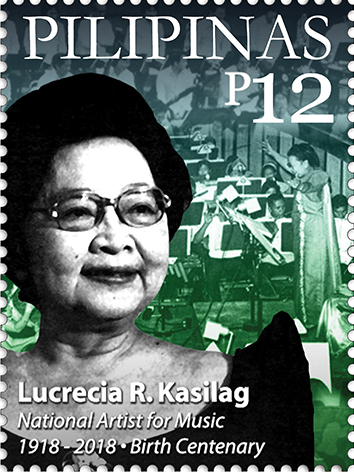
Philippinische Briefmarke mit Porträt von Lucrecia Kasilag

Lucrecia Kasilag (* 31. August 1917 in San Fernando; † 16. August 2008) war eine philippinische Komponistin.
Kasilag besuchte die Paco Elementary High School und studierte an der Philippine Women’s University (PWU) in Manila, wo sie zunächst mit einem Bachelor of Arts in Englisch abschloss. 1939 erlangte sie am St. Scholastica’s College (SSC) ein Lehrerdiplom und unterrichtete dort anschließend Klavier und Musiktheorie. 1946/1947 lehrte sie am Musikkonservatorium der University of the Philippines. 1949 erhielt sie von der PWU den Abschluss Bachelor of Music und setzte im gleichen Jahr mit Hilfe eines Fulbright-Reisestipendiums ihre Studien an der Eastman School of Music in Rochester fort. Dort war sie eine Schülerin von Allen Irvine McHose (Theorie) und Wayne Barlow (Komposition). 1950 schloss sie mit dem Master of Arts ab.
Kasilag wirkte von 1953 bis zur Emeritierung 1977 als Dekanin des College of Music and Fine Arts der PWU. Sie war auch Vorsitzende des philippinischen Komponistenverbandes und Sekretärin mehrerer kultureller Vereinigungen.
Neben einem szenisch-choreografischen Werk für Chor, Solisten, Tanzgruppe und asiatische Instrumente komponierte sie unter anderem ein Klavierkonzert, ein Werk für Solostimme, asiatische Instrumente und Tonband, das Gemischte Kalaidoskop von Asien für gemischten Chor und asiatische Instrumente, zwei Messen, fünf philippinische Volkslieder für Frauenchor, einen Liederzyklus und kammermusikalische Werke.
1989 wurde sie zum philippinischen „National Artist“ in der Kategorie Musik ernannt.